# 琴學初津
《琴學初津》，古琴譜，清光緒二十年，陳世驥著。

## 作者簡介
陳世驥，字千里，號良士，別號紅梨聽鬆客，又號守一子、樂琴居主人、且耐庵主人、良道士等，蘇州吳江人。頗嫻藝事，能繪畫轉刻，喜究律呂及琴學。

## 琴譜介紹
陳世驥在上海與蘇州祝鳳翥、何鏞等就《與古齋琴譜》及王坦《琴旨》，於光緒壬寅年寫成《琴學初津》外、中、內三篇，雖未出刊，但已精鈔多部，分贈琴友。其卷一爲外篇，論律辨音；卷二至卷九爲中篇，述指法字母、琴學須知、琴五十一曲，五十五譜，包括《平沙落雁》五均五譜；卷十爲內篇，自稱爲“琴理發微”。